# Гуменюк, Наталия Петровна
Наталья Петровна Гуменюк (укр. Наталія Петрівна Гуменюк; род. 24 июля 1983, Биробиджан) — украинская журналистка, писательница и общественный деятель. Руководитель «Громадского телевидения» (2015—2019).

## Биография
Родилась 21 июля 1983 года в Биробиджане. В четыре года мечтала стать астрономом, а в девять лет увлеклась военными конфликтами, мечтая стать гуманитарным работником.
Учились на отделение международной журналистики Института журналистики Киевского национального университета имени Тараса Шевченко (2000—2004). В студенческие годы являлась главным редактор студенческой газеты «Наше дело» (2002—2004). С 2005 по 2006 год училась на магистра международной журналистики в Университете Эребру.
Работала журналистом на «Новом канале» (2002—2003), «Пятом канале» (2003), информационном агентстве «ProfiTV» (2004), программе «Факты» на ICTV (2003—2004). С 2005 по 2007 год — руководитель международного отдела, специальный корреспондент, автор-ведущая программы «Один репортаж» на телеканале «К1». В 2007 году начала работать специальным корреспондентом на телеканале «Интер». С 2007 года являлась руководителем международного отдела на телеканалах «Интер» и «К1», входящих в один холдинг. Как руководитель международного отдела «Интера», была ответственной за освещение войны в Грузии в августе 2008 года. За материалы редакции «Интер» был выдвинут на международную премию «Эмми» в номинации «новости».

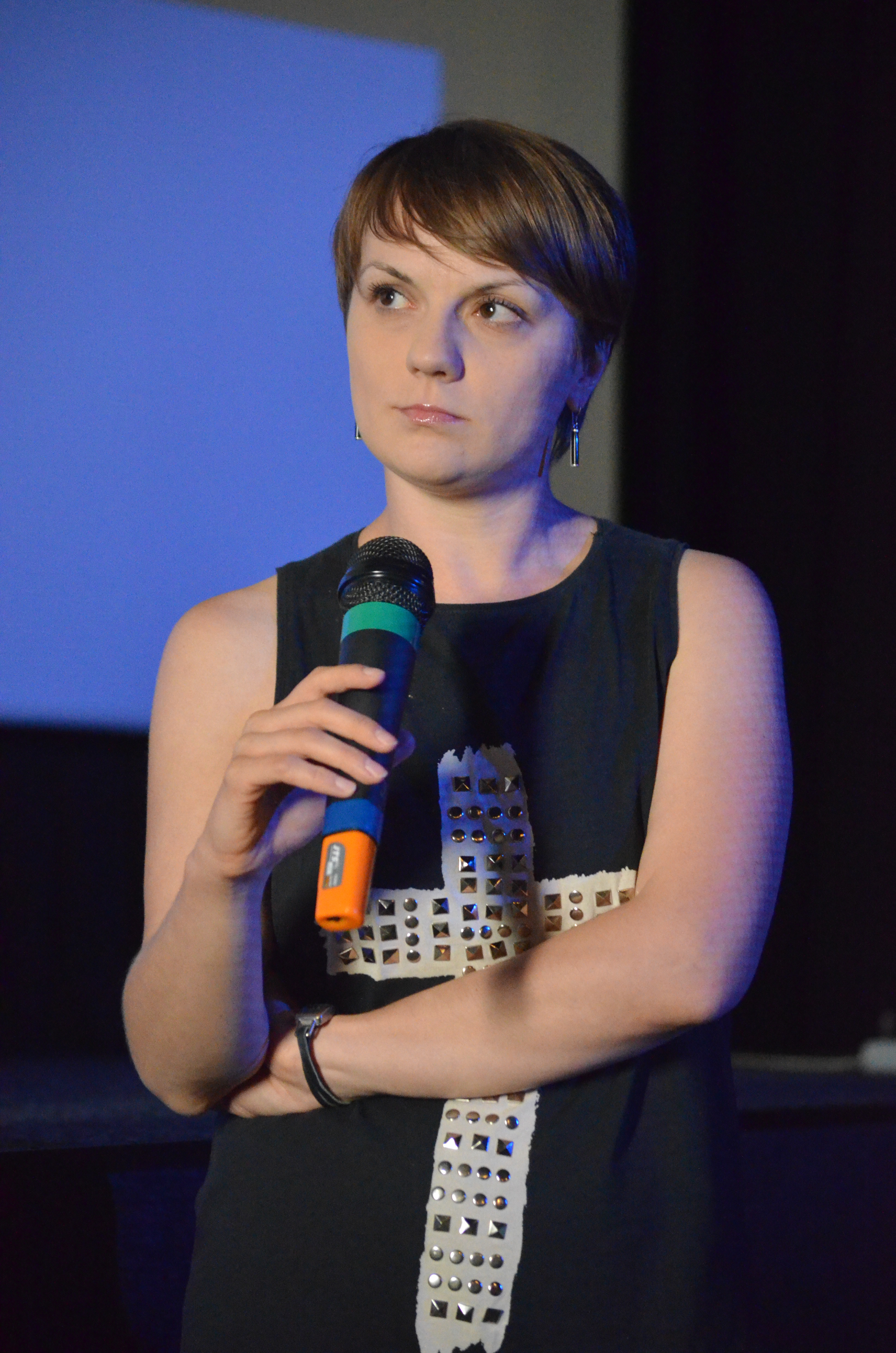
Гуменюк в 2014 году

В декабре 2009 года Гуменюк была уволена с телеканала «Интер» без объяснения причин. В 2010 году стала автором серии материалов о Юго-Восточной Азии для Украинской службы Би-Би-си и еженедельника «Профиль». С 2010 по 2011 год автор и шеф-редактор проекта «Наши» телеканала «Интер» об украинцах за рубежом.
С 2010 года как независимый журналист-фрилансер начала сотрудничать с Рейтер, Польским телевидением, Украинской службой Би-Би-си, RTL-4, OpenDemocracy, «Украинской правдой», Tochka.net и еженедельником «Профиль». Освещала события Арабской весны. Участвовала в деятельности общественного движения «Стоп цензуре!». Преподавала курс «международные медиасистемы» в Могилянской школе журналистики.
В 2013 году стала одной из основательниц проекта «Громадское телевидение». В феврале 2014 году, параллельно с работой на «Громадском», начала вести программу «Интернационал» на радио «Аристократы». В марте 2014 года вела церемонию награждения победителей кинофестиваля Docudays UA. С началом войны на востоке Украины освещала события в зоне боевых действий. В январе 2015 года возглавила русскоязычную службу «Громадского телевидения». В мае 2015 года сменила Романа Скрыпина на посту руководителя «Громадского телевидения». Гуменюк была единственной женщиной-экспертом в программе «Глобальный вызов» Би-би-си, снятой в июле 2015 года.
Летом 2015 года отказалась от государственного ордена «За заслуги». В 2016 году входила в состав жюри кинофестиваля Docudays UA и журналисткой премии «Честь профессии». В связи с присутствием в рядах членов жюри премии «Честь профессии» Романа Скрыпина, Наталья Гуменюк в знак протеста покинула наблюдательный совет конкурса.
9 ноября 2019 года Владимир Зеленский включил Гуменюк в состав совета по вопросам свободы слова и защиты журналистов при Президенте Украины.
20 декабря 2019 года Гуменюк на посту руководителя «Громадского» сменила Юлия Банкова. После этого работала как заместитель главного редактора по партнёрству и руководила проектом Hromadske International. В феврале 2020 года Гуменюк объявила об уходе с «Громадского» из-за не продления контракта журналистки Ангелины Карякиной.
В мае 2020 года запустила проект «Лаборатория журналистики общественного интереса». Со 2 сентября 2020 года — шеф-редактор новостей по стратегическому планированию в Национальной общественной телерадиокомпании Украины, куда её пригласила Ангелина Карякина.

## Влияние
В 2017 году Гуменюк была включена в список New Europe 100, составленный газетой Res Publica, организацией Visegrad Fund, Financial Times и Google.
В 2019 году включена в список «100 самых влиятельных женщин Украины», составленном еженедельником «Фокус».

## Награды и звания
- Лауреат награды Фонда развития журналистики имени Анатолия Москаленко за достижения в журналистике (2009)[28]
- Второе место в конкурсе художественного репортажа «Очевидец» (2013)[29]
- Лауреат премии Best Book Award (2020)[30]
- Книга «Потерянный остров» Гуменюк стала лучшей книгой 2020 года в номинации «путевые очерки и репортажи» по версии Украинского ПЕН-клуба[31], включена в краткий список «Книги года ВВС 2020 — Эссеистика»[32] и всеукраинский рейтинг «Книга года-2020»[33].
- «Честь профессии» (2021)[34]
- Свободная пресса Восточной Европы (2022)[35]

## Личная жизнь
Супруг — российский журналист Пётр Рузавин, работающий на телеканале «Дождь».
В марте 2017 года опубликовала сообщение в Facebook, где написала о том, что её раздражают люди, которые «засоряют ленту постами о собственных детях, навязывая другим истории, которые интересуют только самих родителей в силу генетического родства». После этого данный пост рассматривал редакционный совет «Громадского», одно принял решение, что данный эпизод находится вне компетенции совета.

## Книги
- Veni, Vidi, Scripsi: Світ у масштабі українського репортажу (збірник репортажів різних авторів) — Київ: Темпора, 2013.
- Майдан Тахрір. У пошуках втраченої революції. — Київ: Політична критика. — 2015.
- Загублений острів. Книга репортажів з окупованого Криму. — Львів: Видавництво Старого Лева 2020.